# Liang Shuming
Liang Shuming var en kinesisk filosof, författare, lärare och politiker som var aktiv i den lantliga återuppbyggnadsrörelsen under den republikanska eran. Han var också aktiv i Kinas demokratiska förbund.
Liang härstammade ursprungligen från Guangxi-provinsen, men föddes och växte upp i Peking. Hans födelsenamn var  Liang Huanding (梁焕鼎) och hans stilnamn var Shouming (壽銘).
1917 bjöds han av Cai Yuanpei att föreläsa vid filosofiska avdelningen vid Pekings universitet, där han publicerade en bok som byggde på hans föreläsningar om konfucianismen och hur den borde anpassas till den moderna tiden. Utöver konfucianismen var Liang också påverkad av Henri Bergson och den buddistiska Yogacara-filosofin.
Liang ansåg att den västerländska civilisationen var dömd att misslyckas och var därför inte för att Kina skulle okritiskt anamma västerländska institutioner. Han ansåg att Kina inte hade förutsättningarna att genomföra de reformer som var nödvändiga för att rycka upp landet och förespråkade därför socialistiska reformer på gräsrotsnivå. Han deltog därför i det Lantliga Återuppbyggnadsinstitutet i Shandong under 1930-talet, som arbetade för att bygga upp häradena Zouping och Heze som modellsamhällen för jordbruket. Han bidrog också till att grunda Kinas demokratiska förbund 1939.
Liang blev känd för sin skarpa kritik av marxismens klasslära och menade att det kinesiska samhället inte gick att klassificeras i västerländska klassbegrepp. Enligt Liang kunde till exempel en klan ha både fattiga och rika medlemmar och den klasskamp som maoisterna förordade skulle därför leda till att nära släktingar spelades ut mot varandra, vilket stred mot konfucianska normer och kinesisk kultur.
Efter det andra kinesisk-japanska kriget försökte han medla mellan Guomindang och Kinas kommunistiska parti. Han stannade kvar i Kina efter Folkrepublikens grundande 1949 och var på 1950-talet ledamot i Kinesiska folkets politiskt rådgivande konferens. Han utsattes för förföljelser i flera ideologiska kampanjer och kritiserade offentligt av Mao Zedong, men vägrade att ge efter för dessa påtryckningar.